# De Tuinen (Naaldwijk)
De Tuinen is een overdekt winkelcentrum in het centrum van Naaldwijk, in de gemeente Westland.
Het winkelcentrum is in 1998 geopend. Op de begane grond bevinden zich de winkels die te bereiken zijn via drie verschillende ingangen. Op het dak bevinden zich ongeveer 750 parkeerplaatsen en boven het winkelcentrum zijn 35 woningen gelegen, in twee woontorens.